# Bexley
Bexley

Vist i Greater London
| Status                | Bydel i London |
| Areal:                | 60,56 km²      |
| Befolkning:           | 218.762 (2002) |
| Befolkningstæthed:    | 3612 pr. km²   |
| ONS-kode:             | 00AD           |
| Adm. center:          | Bexleyheath    |
| Adm. grevskab:        | Greater London |
| Ceremonielt grevskab: | Greater London |
|                       |                |
| Region:               | Greater London |
|                       |                |

Bexley (officielt: The London Borough of Bexley) er en bydel i den østlige del af det ydre London. Den grænser mod Bromley i syd, Greenwich i vest og Dartford i Kent i øst. I nord dannes grænsen mod Havering af Themsen. Bydelen blev oprettet i 1965 ved at kredsene Bexley, Erith, Crayford samt dele af Chislehurst og Sidcup, som alle ligger i Kent, blev slået sammen og underlagt Greater London. 
I tillæg til at Themsen går langs grænsen af distriktet, løber floden Cray gennem det. 

## Steder i Bexley
- Albany Park
- Barnehurst
- Barnes Cray
- Belvedere
- Bexley også kaldt Old Bexley eller Bexley Village
- Bexleyheath
- Blackfen
- Blendon
- Bostall
- Bridgen
- Coldblow
- Crayford
- Crook Log
- East Wickham
- Erith
- Falconwood
- Foots Cray
- Lamorbey
- Lessness Heath
- Longlands
- May Place
- North Cray
- North End
- Northumberland Heath
- Sidcup
- Slade Green
- Thamesmead (østlig del)
- Upper Belvedere
- Upton
- Welling
- West Heath

51°27′20″N 0°09′13″Ø / 51.4556°N 0.1536°Ø